# Království
Království je stát s monarchistickým státním zřízením, v jehož čele stojí král nebo královna. S tímto státním zřízením se v Evropě setkáváme především ve středověku. Z dvanácti současných evropských monarchií je sedm z nich královstvím. Evropská království jsou konstitučními monarchiemi.